# Hoplitis perezi
Hoplitis perezi là một loài Hymenoptera trong họ Megachilidae. Loài này được Ferton mô tả khoa học năm 1895.